# Totaal eiwit
Het menselijk lichaam bevat duizenden eiwitten, waarvan er honderden in het bloed circuleren. Het totaal eiwitniveau in het bloed kan verhoogd zijn als gevolg van een stijging van globulines (geactiveerd immuunsysteem) of uitdroging.
Het totaal eiwitniveau kan verlaagd zijn bij eiwitverlies, verminderde aanmaak van de eiwitten (bijvoorbeeld bij leverziekten), verminderde opname of aanbod van aminozuren vanuit de voeding. Het totaal eiwit niveau kan ook bepaald worden in hersenvocht (liquor).
Bij een beschadiging van de bloed-hersen barrière neemt de hoeveelheid totaal eiwit in de liquor toe. Dit kan het geval zijn bij onder andere een bacteriële of virale meningitis, hersenbloedingen en trauma's.